# Great Parndon
Great Parndon is een wijk in Harlow, in het Engelse graafschap Essex. In 2001 telde het wijk 6767 inwoners.